# Livre de Brixton
La livre de Brixton, Brixton pound en anglais (abréviation B£), est une monnaie locale créée en 2009 dans le district de Brixton, un quartier de Londres au Royaume-Uni. Elle a, localement, la valeur de la livre sterling.

## Genèse
Sur une idée lancée lors d'un séminaire Local Economy Day le 19 juin 2008, la livre de Brixton est mise en circulation le 18 septembre 2009 après que 80 entreprises locales ont choisi d'accepter la devise,.
Comme les autres monnaies locales, l'initiative vise à stimuler l'économie de la région et à créer un système de soutien mutuel entre consommateurs locaux et fournisseurs locaux.
Elle est disponible en billets de 1, 5, 10 et 20 B£, qui représentent des célébrités locales comme la militante communautariste Olive Morris ou l'écologiste James Lovelock. Le projet a été approuvé par le Conseil du borough de Lambeth et soutenu par le thinh-tank New Economics Foundation (en). L'équivalent de 200 000 livres est émis, avec une date de validité limitée à fin 2011. 
Le 29 septembre 2011 est lancée une version électronique de la monnaie, manipulable par SMS. Un second tirage de papier-monnaie est émis[Quand ?], illustré des portraits d'autres personnalités liées à Brixton : Len Garrison (en) (militant noir, fondateur des Black Cultural Archives) sur le billet de 1 B£, le basketteur de la NBA Luol Deng (5 B£), David Bowie — natif de Brixton — pour le billet de 10 B£ et l'agent secret de la Seconde Guerre mondiale Violette Szabo sur celui de 20. Le verso des billets, conçu par l'agence de Brixton This Ain't Rock'n'Roll, représente des monuments locaux notables : le skatepark Stockwell, l'art public sur Electric Avenue, Nuclear Dawn (une des peintures murales de Brixton (en)), un lycée de la ville, etc.
En 2015, pour célébrer le cinquième anniversaire du Brixton Pound, l'artiste Jeremy Deller, lauréat du prix Turner, conçoit un billet 5 B£ qui est tiré en édition limitée : qualifié de « psychédélique et politique » il porte au dos d'un recto aux couleurs vives une citation de Karl Marx : « Capital is money, capital is commodities... By virtue of it being value, it has acquired the occult ability to add value to itself. It brings forth living offspring, or, at the least, lays golden eggs ».
En avril 2016 un distributeur de billets de Brixton est installé à la sortie du métro, une première pour une monnaie locale,.